# Plocoglottis sororia
Plocoglottis sororia är en orkidéart som beskrevs av Johannes Jacobus Smith. Plocoglottis sororia ingår i släktet Plocoglottis och familjen orkidéer. Inga underarter finns listade i Catalogue of Life.